# Yoshiaki Nishimura
Yoshiaki Nishimura (西村 義明; Tóquio, 25 de setembro de 1977) é um cineasta e animador japonês. Foi indicado ao Oscar de melhor filme de animação em duas ocasiões, pela realização de Kaguya-hime no Monogatari e Omoide no Marnie.

## Filmografia
- Howl no Ugoku Shiro (2004)
- Yume to Kyōki no Ōkoku (2013)
- Kaguya-hime no Monogatari (2013)
- Omoide no Marnie (2015)
- Mary to Majo no Hana (2017)

## Prêmios e indicações
- Indicado: Oscar de melhor filme de animação - Kaguya-hime no Monogatari (2013)
- Indicado: Oscar de melhor filme de animação - Omoide no Marnie (2015)